# Otisco (Nueva York)
Otisco es un pueblo ubicado en el condado de Onondaga en el estado estadounidense de Nueva York. Según el censo del año 2010, tiene una población de 2,541 habitantes y una densidad poblacional de 33 habitantes por km².

## Geografía
Otisco se encuentra ubicado en las coordenadas 42°51′57″N 76°14′21″O / 42.86583, -76.23917.

## Demografía
Según la Oficina del Censo en 2000 los ingresos medios por hogar en la localidad eran de $44,643 y los ingresos medios por familia eran $49,318. Los hombres tenían unos ingresos medios de $39,656 frente a los $26,463 para las mujeres. La renta per cápita para la localidad era de $19,726. Alrededor del 3.2% de la población estaban por debajo del umbral de pobreza.